# Elephantomyia (Elephantomyia) insularis
Elephantomyia (Elephantomyia) insularis is een tweevleugelige uit de familie steltmuggen (Limoniidae). De soort komt voor in het Afrotropisch gebied.